# Polyméthacrylate de lauryle
Le polyméthacrylate de lauryle est un polymère ramifié dont la chaîne latérale hydrocarbonée comporte 12 atomes de carbone. Les composés sont utilisés comme additifs dans les huiles moteur et les papiers adhésifs.